# Enicospilus yezoensis
Enicospilus yezoensis is een vliesvleugelig insect uit de familie van de gewone sluipwespen (Ichneumonidae). De wetenschappelijke naam van de soort werd voor het eerst geldig gepubliceerd in 1928 door Uchida als Henicospilus yezoensis.